# Drake Parker
Drake Parker is een van de twee hoofdpersonages in de Amerikaanse televisieserie Drake & Josh van Nickelodeon. De rol wordt gespeeld door acteur Drake Bell. In de serie is hij de stiefbroer van het andere hoofdpersonage, Josh Nichols, gespeeld door acteur Josh Peck. Peck en Bell speelden ook al samen in de televisieserie The Amanda Show.

## Beschrijving
Drake is niet zo slim en hij is het cliché van een coole jongen die altijd op jacht is naar meisjes. Josh is juist goed op school maar ligt minder goed bij de meisjes; de twee stiefbroers hebben dan ook een haat-liefdeverhouding.
Ze ervaren veel overlast van Megan, het zusje van Drake: zij haalt van alles uit om de twee jongens dwars te zitten en gaat daarbij regelmatig over de scheef.